# Bordány
Bordány è un comune dell'Ungheria di 3.258 abitanti (estimo 2013). È situato nella contea di Csongrád-Csanád.